# 타토 그리갈라슈빌리
타토 그리갈라슈빌리(조지아어: ტატო გრიგალაშვილი, 1999년 12월 1일~)는 조지아의 유도 선수이다. 2024년 하계 올림픽 남자 하프미들급 은메달을 획득했으며 세계 유도 선수권 대회에서 금메달 3개, 은메달 1개를 획득했다.